# Barrow Creek
Pour les articles homonymes, voir Barrow.
Barrow Creek est un village du sud du Territoire du Nord en Australie.

## Géographie
Barrow Creek est situé sur la Stuart Highway, à environ 280 km au nord d'Alice Springs, à peu près à mi-chemin de Tennant Creek. La principale caractéristique de la ville est le relais routier / hôtel. Un certain nombre de sociétés minières exploitent la région.

## Histoire
Barrow Creek est situé sur le territoire traditionnel du peuple aborigène Kaytetye. Avec l'arrivée des Européens dans la dernière partie du XIXe siècle, les colons ont rivalisé avec les Kaytetye pour les terres et les ressources. Les malentendus culturels sur la terre et les droits de propriété ont entraîné des meurtres mutuels.
John McDouall Stuart a traversé la région en 1860. Stuart a nommé un ruisseau près de la ville actuelle d'après John Henry Barrow (en), un prédicateur, journaliste et homme politique né en Angleterre en 1817 qui a émigré en Australie-Méridionale en 1853 et qi à l'époque de la première habitation européenne du site, était le trésorier de l'Australie-Méridionale.
Barrow Creek est choisi comme site pour une station de morse de l'Overland Telegraph par John Ross en septembre 1871. La station est officiellement ouverte le 16 août 1872 par Charles Todd. Il s'agit alors d'une des 15 stations relais de ce type sur un réseau traversant l'Australie et reliant l'Europe, fournissant des services de communication essentiels. Une station de relais habitée dans des bâtiments plus récents est restée en service au moins jusque dans les années 1970. Il y avait aussi un bureau de poste et un central téléphonique desservant les élevages de bétail locaux. La station télégraphique d'origine a été préservée et est maintenant un témoignage des troubles qui ont assailli les premiers jours du territoire.
En 1873, 5 000 moutons sont débarqués d'Adélaïde par Alfred Giles pour être distribués aux stations télégraphiques le long de la ligne. Au cours de 1877 et 1878, Alfred et Arthur Giles débarquent du bétail pour William James Browne jusqu'à la Katherine River. Lors d'un voyage de 1878, Frank Withall, un jeune Anglais, est inclus sur la suggestion de Browne pour acquérir une expérience coloniale. Alfred Giles a ensuite commencé les courses de Springvale, Delamere et Newcastle Waters (en).
Le 22 février 1874, un groupe de Kaytetye attaque la station de relais de l'Overland Telegraph à Barrow Creek, dont le personnel se détendait alors à l'extérieur de l'enceinte, tuant immédiatement le juge de lignes John Frank, blessant mortellement le télégraphiste et chef de gare canadien James Lawrence Stapleton (décédé le lendemain) et en blessant plusieurs autres. Un monument est érigé à Barrow Creek à leur mémoire (l'orthographe Franks y est incorrecte). Les rapports de presse contemporains ont décrit l'incident comme « l'indignation de Barrow's Creek ».
Sur ordre d'Adélaïde, le policier Samuel Gason (en) a recruté un groupe de volontaires pour appréhender les auteurs. Plusieurs Autochtones ont été tués dans deux batailles distinctes au cours des deux mois qui ont suivi, Gason rapportant que certains des morts avaient été identifiés comme ayant pris part à « l'indignation ». L' anthropologue Ted Strehlow (en) a rapporté en 1932 qu'Alex Ross, qui avait visité la région en 1875, doutait que les vrais coupables aient été trouvés.
Barrow Creek a joué un rôle central dans le dernier grand massacre aborigène dans le Territoire du Nord. Dans les années 1920, le gendarme à cheval William George Murray (en) est responsable du poste de police local et également le protecteur en chef des aborigènes de la région. Lorsqu'un vieux trappeur de dingo, Fred Brooks, est tué par des Autochtones à Coniston Station, Murray dirige un groupe qui massacre environ 70 Autochtones lors d'une série de représailles sanglantes. Lorsque Murray est appelé à Darwin pour expliquer ses actions, il est accueilli comme un héros. Lorsqu'on lui demande pourquoi il n'a fait aucun prisonnier, il exprime les attitudes racistes qui prévalaient à l'époque et est exonéré de toutes les charges.
Pendant la Seconde Guerre mondiale, Barrow Creek est utilisé par l'armée australienne comme camp de transit pour les convois de troupes et de ravitaillement et est alors connu sous le nom de camp de transit du personnel australien no 5 (No. 5 Australian Personnel Staging Camp). C'était la première escale d'une nuit sur le voyage nord d'Alice Springs à Birdum.